# 石橋脩
石橋 脩（いしばし しゅう、1984年4月3日 - ）はJRA美浦トレーニングセンター所属の騎手。
2013年2月までは関西に石橋守がいたため、競馬新聞やスポーツ新聞の競馬面の馬柱では「石橋脩」とフルネームで表記されていたが、石橋守の引退により現在は「石橋」と表記されている。

## 来歴
2003年に美浦の柴田政人厩舎所属騎手としてデビュー。3月1日の中山競馬第1競走でマグマヴィーナスにて初騎乗（2着）。同年3月29日の中京競馬第8競走でエーピーダイモンジに騎乗し初勝利を挙げる。
この年は長谷川浩大や松岡正海といった若手の中でも乗れる騎手がデビューした年であり、石橋は25勝を挙げ民放競馬記者クラブ賞を受賞した。
2年目の2004年は38勝を挙げデビュー年より勝利数を上積み、その後もコンスタントに勝ち続け、2006年4月1日の福島競馬第12競走（喜多方特別）でダンスオブサロメに騎乗し、JRA通算100勝を達成した。なお同じ日に中山競馬第4競走で石橋と仲が良い同期の松岡正海が通算100勝を達成していた。
デビュー3年目より重賞への騎乗機会を2桁に乗せ、ジャガーメイルなど上位人気馬での騎乗もある中、勝利することができずにいたが、2010年1月11日のフェアリーステークスにてコスモネモシンに騎乗し、重賞騎乗112戦目にて初勝利を挙げた。
2010年8月、韓国のソウル競馬場で行われた「第6回韓国馬事会国際騎手招待レース」に出場し海外初騎乗、第4戦のYTN杯（韓国重賞・グレード外）でタムナファンフィに騎乗し海外初勝利（総合4位）。
2012年4月29日、第145回天皇賞をビートブラックで勝利し、初のGIタイトルを獲得した。なお、これが京都競馬場初勝利であった事を、当日行われたジョッキーイベント（天皇賞・春、ジョッキー回顧）で語られた。
2014年1月18日、中山12Rをフィロパトールで制し、JRA通算400勝を達成（現役34人目）。表彰時プラカード持ちをしたのは田辺裕信。
2015年12月25日を以て柴田厩舎を離れフリーとなる。
2016年に競馬情報サイトnetkeiba.comでバレットを募集し、普段は“きたじーま”の芸名で活動しているお笑い芸人の北島敦を採用した。
2017年3月11日、中山1Rでプリエンプトに騎乗し1着となり、現役34人目となるJRA通算500勝を達成した。同年の阪神ジュベナイルフィリーズではラッキーライラックで勝利し、GI競走2勝目を挙げた。GIの2勝はいずれも関西馬で挙げている。
2018年10月8日、東京6Rでハーモニーライズに騎乗し、史上37人目・現役24人目のJRA通算10000回騎乗を達成。
2020年にはダービー卿チャレンジトロフィー・ニュージーランドトロフィー・アーリントンカップを制覇し、自身初となる3週連続重賞制覇を成し遂げている。
2020年10月25日、東京7Rでミツカネプリンスに騎乗し、史上36人目・現役23人目となるJRA通算11,000回騎乗を達成。
2021年6月、バレットを務めていたお笑い芸人の北島敦の退職に伴い、再びnetkeiba.comでバレットを募集。
2022年12月25日、中山4Rでエブアンドフロウに騎乗し、史上32人目・現役20人目のJRA通算12000回騎乗を達成。
2025年2月1日、東京8Rでマウンテンエースに騎乗し、史上27人目、現役15人目のJRA通算13000回騎乗を達成。

## 人物
2010年4月に中山競馬場で行われ、同月18日に結果発表された「抱かれたい騎手といえば?」というアンケートで第1位に選ばれている。
ゲームが好きでダービースタリオンやブルードラゴン等を好んでプレイする。騎手を目指すきっかけになったのもダビスタの影響とのこと。

## 主な騎乗馬

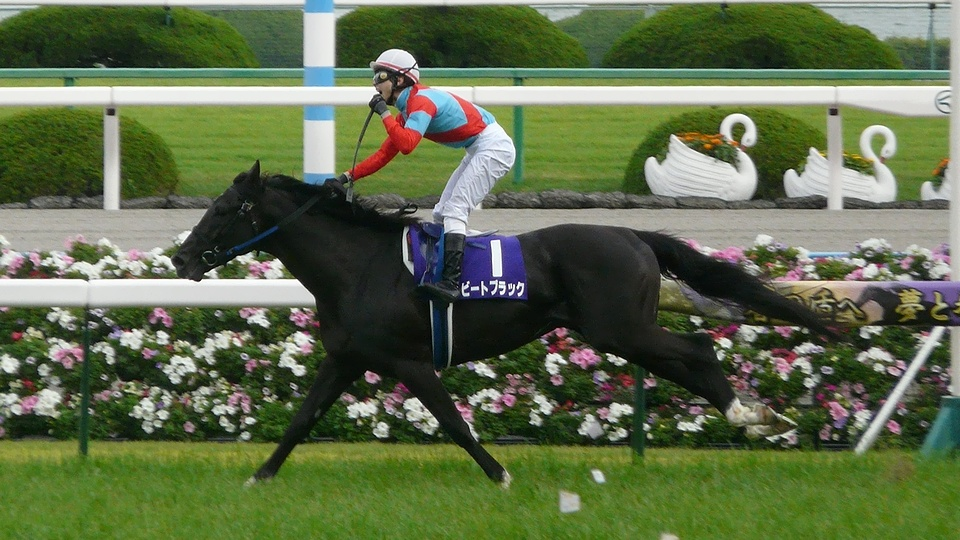
2012年天皇賞（春）（ビートブラック）

- コスモネモシン（2010年 フェアリーステークス）
- コスモセンサー（2010年 アーリントンカップ）
- ストロングリターン（2011年 京王杯スプリングカップ）
- ガルボ（2012年 東京新聞杯、ダービー卿チャレンジトロフィー）
- オメガハートランド（2012年 フラワーカップ）
- ビートブラック（2012年 天皇賞・春）
- ティアップワイルド（2012年 兵庫ゴールドトロフィー、2013年 かきつばた記念）
- ビービーバーレル（2016年 フェアリーステークス）
- エイシンブルズアイ（2016年 オーシャンステークス）
- サンデーウィザード（2017年 新潟大賞典）
- ラッキーライラック（2017年 アルテミスステークス、阪神ジュベナイルフィリーズ、2018年 チューリップ賞）
- ケイデンスコール（2018年新潟2歳ステークス）
- シャケトラ（2019年アメリカジョッキークラブカップ）[17]
- サトノティターン (2019年マーチステークス)
- サリオス (2019年サウジアラビアロイヤルカップ)
- クルーガー（2020年ダービー卿チャレンジトロフィー）
- ルフトシュトローム（2020年ニュージーランドトロフィー）
- タイセイビジョン（2020年アーリントンカップ）
- レピアーウィット（2021年マーチステークス）
- ザダル（2021年エプソムカップ）
- リバーラ（2022年ファンタジーステークス）[18]
- アイアンバローズ（2023年ステイヤーズステークス）[19]
- タガノビューティー (2024年JBCスプリント)
- ピコチャンブラック (2025年スプリングステークス)

## 騎乗成績
|            | 日付           | 競馬場・開催  | 競走名               | 馬名               | 頭数 | 人気 | 着順 |
| ---------- | -------------- | ------------- | -------------------- | ------------------ | ---- | ---- | ---- |
| 初騎乗     | 2003年3月1日   | 3回中山1日1R  | 3歳未勝利            | マグマヴィーナス   | 16頭 | 6    | 2着  |
| 初勝利     | 2003年3月29日  | 1回中京7日8R  | 4歳上500万円下       | エーピーダイモンジ | 16頭 | 12   | 1着  |
| 重賞初騎乗 | 2003年12月21日 | 3回中京6日11R | CBC賞                | トーセンリリー     | 16頭 | 14   | 16着 |
| 重賞初勝利 | 2010年1月11日  | 1回中山4日11R | フェアリーステークス | コスモネモシン     | 16頭 | 11   | 1着  |
| GI初騎乗   | 2005年10月23日 | 4回京都6日11R | 菊花賞               | ディーエスハリアー | 16頭 | 12   | 14着 |
| GI初勝利   | 2012年4月29日  | 3回京都4日11R | 天皇賞（春）         | ビートブラック     | 18頭 | 14   | 1着  |

| 年度   | 1着 | 2着 | 3着 | 騎乗数 | 勝率 | 連対率 | 複勝率 | 表彰                     |
| ------ | --- | --- | --- | ------ | ---- | ------ | ------ | ------------------------ |
| 2003年 | 25  | 26  | 25  | 386    | .065 | .132   | .197   | 民放競馬記者クラブ賞     |
| 2004年 | 38  | 46  | 45  | 778    | .049 | .108   | .166   | 中央競馬騎手年間ホープ賞 |
| 2005年 | 30  | 28  | 39  | 617    | .049 | .094   | .157   |                          |
| 2006年 | 26  | 34  | 40  | 669    | .039 | .090   | .149   |                          |
| 2007年 | 41  | 56  | 55  | 680    | .060 | .143   | .224   |                          |
| 2008年 | 36  | 24  | 42  | 637    | .057 | .094   | .160   |                          |
| 2009年 | 36  | 37  | 35  | 673    | .053 | .108   | .160   |                          |
| 2010年 | 37  | 40  | 45  | 695    | .053 | .111   | .176   |                          |
| 2011年 | 44  | 42  | 47  | 599    | .073 | .144   | .222   |                          |
| 2012年 | 42  | 44  | 49  | 679    | .062 | .127   | .199   |                          |
| 2013年 | 43  | 69  | 49  | 704    | .061 | .159   | .229   | フェアプレー賞（関東）   |
| 2014年 | 27  | 35  | 43  | 595    | .045 | .104   | .176   |                          |
| 2015年 | 27  | 27  | 40  | 562    | .048 | .096   | .167   |                          |
| 2016年 | 42  | 38  | 51  | 596    | .070 | .134   | .220   | フェアプレー賞（関東）   |
| 2017年 | 67  | 40  | 56  | 611    | .110 | .175   | .267   | フェアプレー賞（関東）   |
| 2018年 | 59  | 52  | 55  | 520    | .113 | .213   | .319   |                          |
| 2019年 | 55  | 46  | 48  | 526    | .105 | .192   | .283   |                          |
| 2020年 | 44  | 60  | 49  | 583    | .075 | .178   | .262   | フェアプレー賞（関東）   |
| 2021年 | 51  | 49  | 42  | 450    | .113 | .222   | .316   |                          |
| 2022年 | 36  | 30  | 34  | 445    | .081 | .148   | .225   |                          |
| 2023年 | 24  | 45  | 40  | 479    | .050 | .144   | .228   |                          |
| 2024年 | 22  | 31  | 32  | 476    | .046 | .111   | .179   |                          |
| 中央   | 852 | 899 | 961 | 12960  | .066 | .135   | .209   |                          |
| 地方   | 10  | 4   | 6   | 107    | .093 | .131   | .187   |                          |